# Comuna Vladimirești, Cetatea Albă
Volodîmîrivka (în ucraineană Володимирівка) este o comună în raionul Cetatea Albă, regiunea Odesa, Ucraina, formată din satele Delniceni, Suiunduc și Vladimirești (reședința).

## Demografie
Componența lingvistică a comunei Vladimirești
     Ucraineană (93,63%)
     Română (3,72%)
     Rusă (2,2%)
     Alte limbi (0,31%)
Conform recensământului din 2001, majoritatea populației comunei Vladimirești era vorbitoare de ucraineană (93,63%), existând în minoritate și vorbitori de română (3,72%) și rusă (2,2%).